# Durham (enhetskommun)
Durham, ofta kallat County Durham, är en enhetskommun i det ceremoniella grevskapet Durham i England,  Storbritannien. Kommunen har 528 127 invånare (2022). Administrativ huvudort är Durham. 
Kommunen omfattar den norra delen av det ceremoniella grevskapet Durham. Större orter är Bishop Auckland, Consett, Durham och Spennymoor.  Den är indelad i cirka 135 civil parishes för visst lokalt självstyre.